# Hana Skalníková
Hana Skalníková (nazwisko panieńskie: Hana Klapalová, ur. 29 marca 1982 w Brnie) – czeska siatkarka plażowa, uczestniczka Letnich Igrzysk Olimpijskich w 2012.

## Kariera
W 2011 podczas Mistrzostw Świata wraz z Lenka Háječkovą zajęła 4. miejsce. Na Mistrzostwach Europy w 2011 i 2012 (również w parze z Háječkovą) zajęła 4. miejsca.
W 2012 roku Reprezentowała Czechy na Letnich Igrzyskach Olimpijskich w Londynie w parze z Lenka Háječkovą. Po porażce z Niemkami i zwycięstwach nad reprezentantkami Mauritiusu i Brazylii zajęły trzecie miejsce grupie A i zakończyły swój udział w turnieju olimpijskim.
Po igrzyskach w Londynie wyszła za mąż, ma syna. Od 2015 roku gra w parze z Kristýną Kolocovą.